# Hanul cu Tei
Hanul cu Tei és una de les poques fondes antigues que encara existeix al centre de Bucarest.

## Història
Va ser construït el 1833 per Anastasie Hagi, Gheorghe Polizu i Ștefan Popovici, al carrer Lipscani. També se la coneixia com la Posada de la Gran Marxa dels Marchitans. És l’única fonda històrica de Bucarest que ha mantingut la seva forma original. A l'entrada del carrer Blănari encara es pot veure el "segell" dels primers propietaris: "AP" i "SP".
Cada propietari tenia 14 botigues, situades a la part superior de les caves voltades. Només la vorera i la sala de guàrdies eren propietat comuna. En aquesta fonda hi vivien importants comerciants d’aquella època, entre ells Constantin Anastasiu, que va fundar la botiga "La Vulturul de Mare cu Peștele în Ghiare", un edifici que encara existeix, transformant-se en un banc, a prop de la botiga Cocor.
Avui, l’antiga fonda és un lloc on s'organitzen diverses galeries d’art i s'ha obert un bar al soterrani. Les seves portes de ferro ricament decorades ofereixen accés tant des del carrer Lipscani com des del Blănari. A més, la façana de vidre de la fonda és típica de Valàquia.
El conjunt arquitectònic "Hanul cu Tei" està inscrit a la llista de monuments històrics 2010 - Bucarest - al núm. crt. 1178, cod LMI B-II-aB-18908.

### Carrer Hanul cu tei
A més, el conjunt "Hanul cu Tei" està registrat a la nomenclatura de carrers de Bucarest com a carrer. El carrer Hanul cu Tei està situat al centre històric de Bucarest, al sector 3, està orientat de sud a nord i té una longitud de 75 metres entre els carrers Lipscani i Blănari.

## Galeria

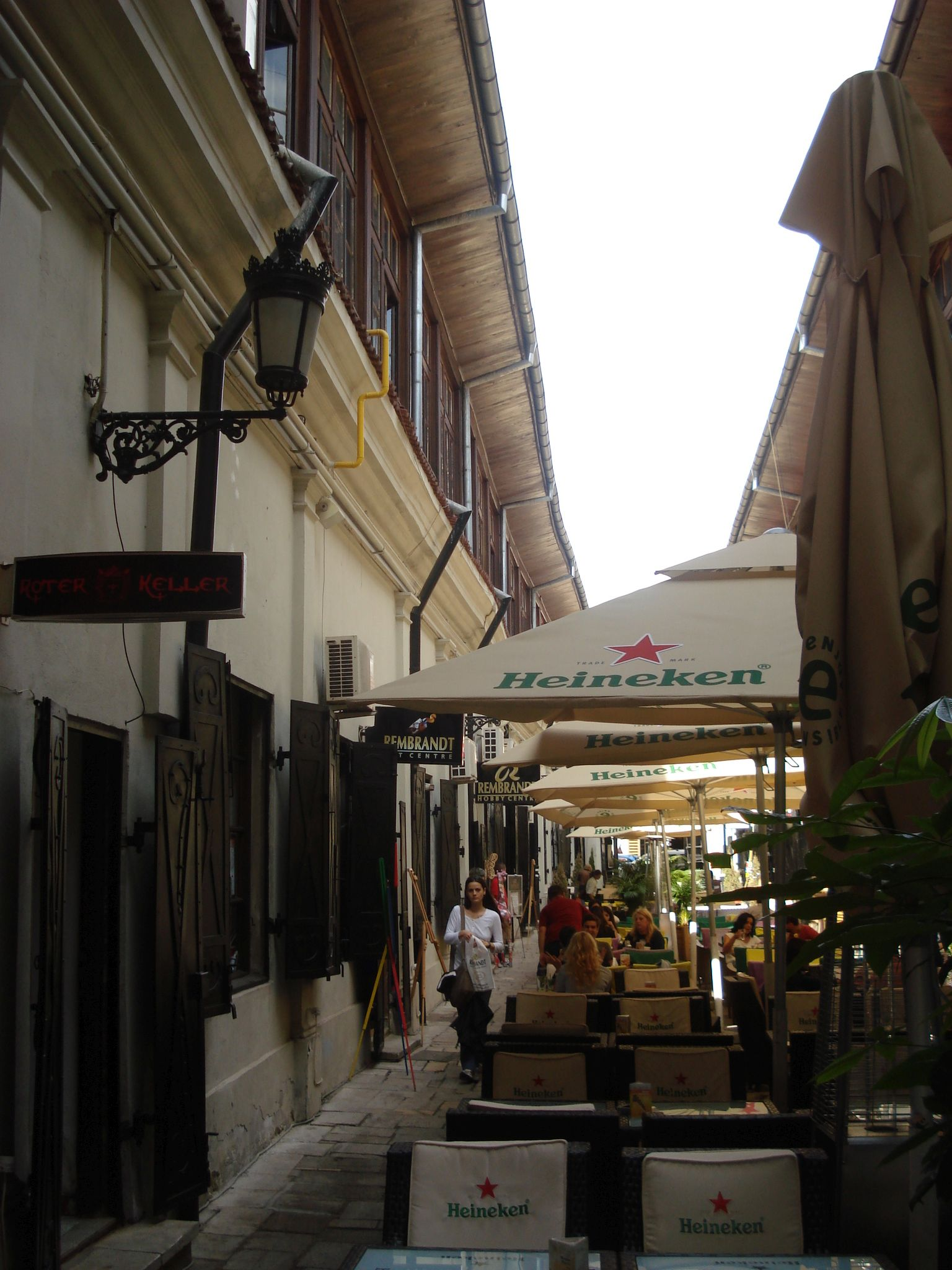
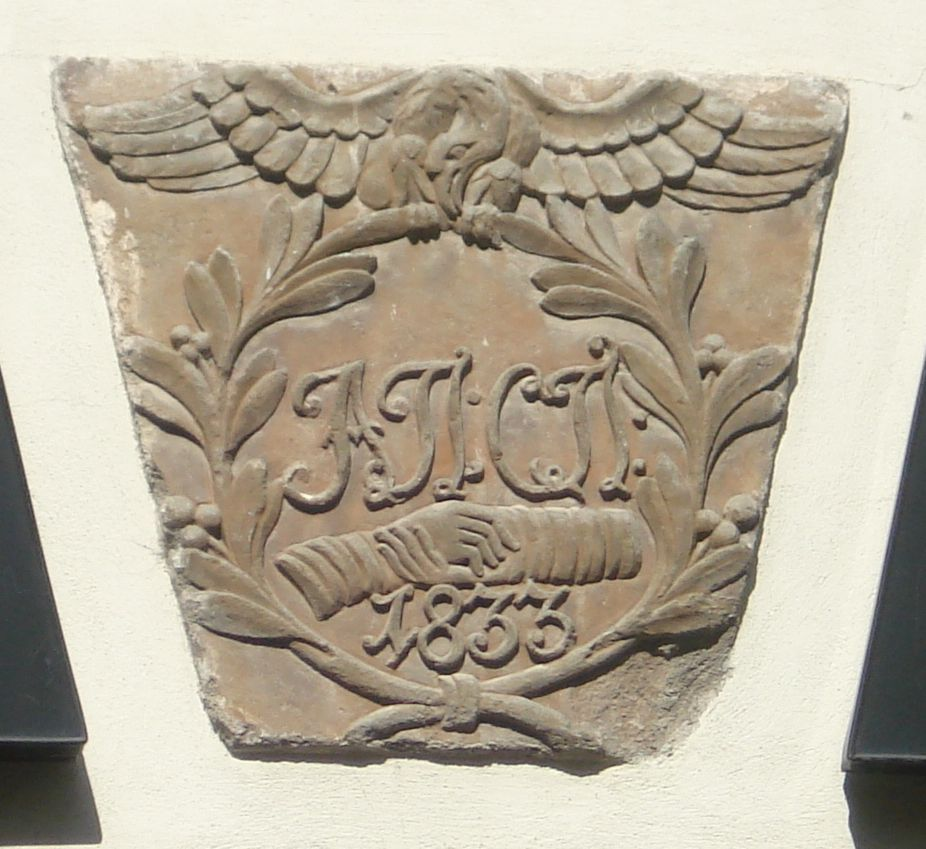
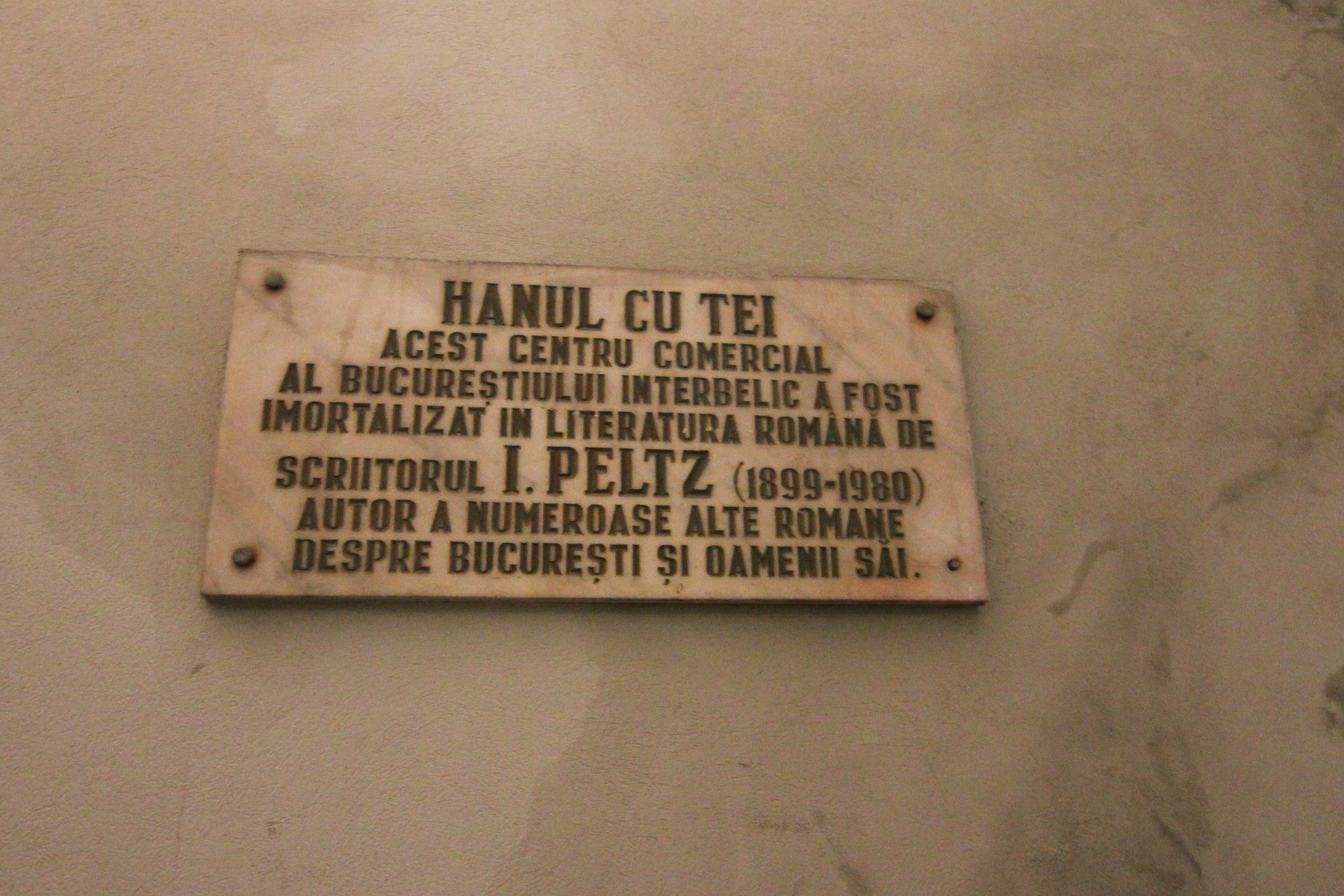
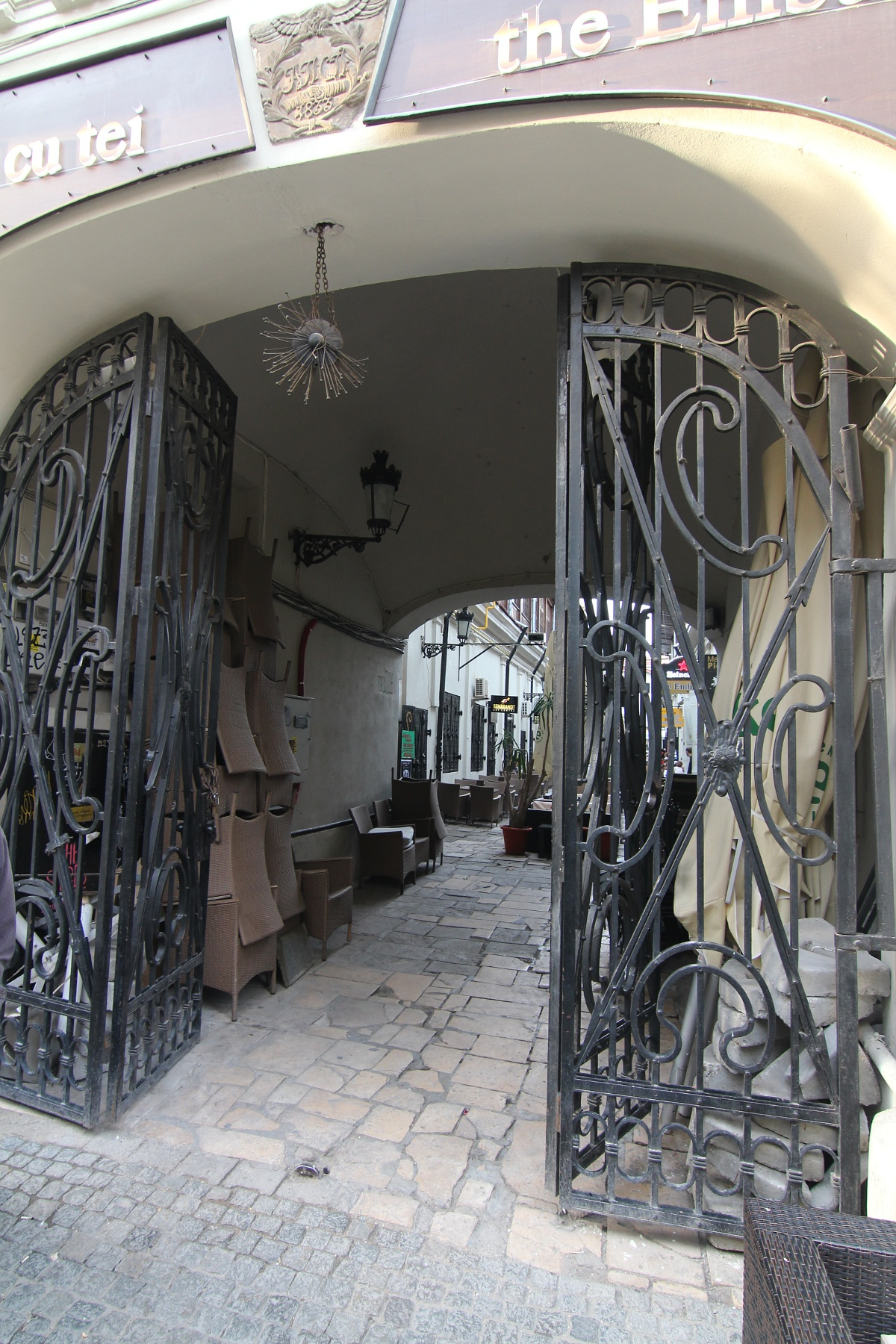
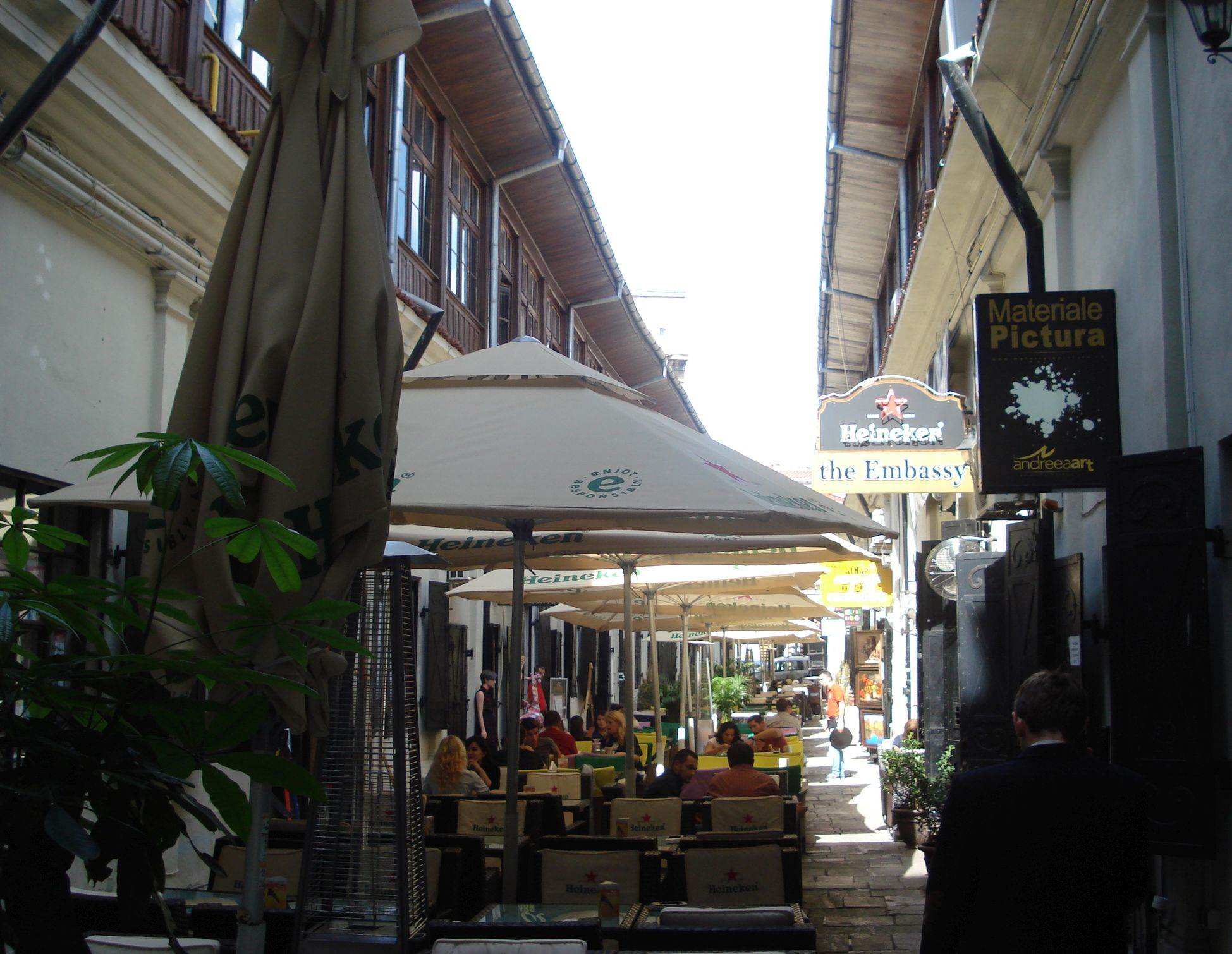
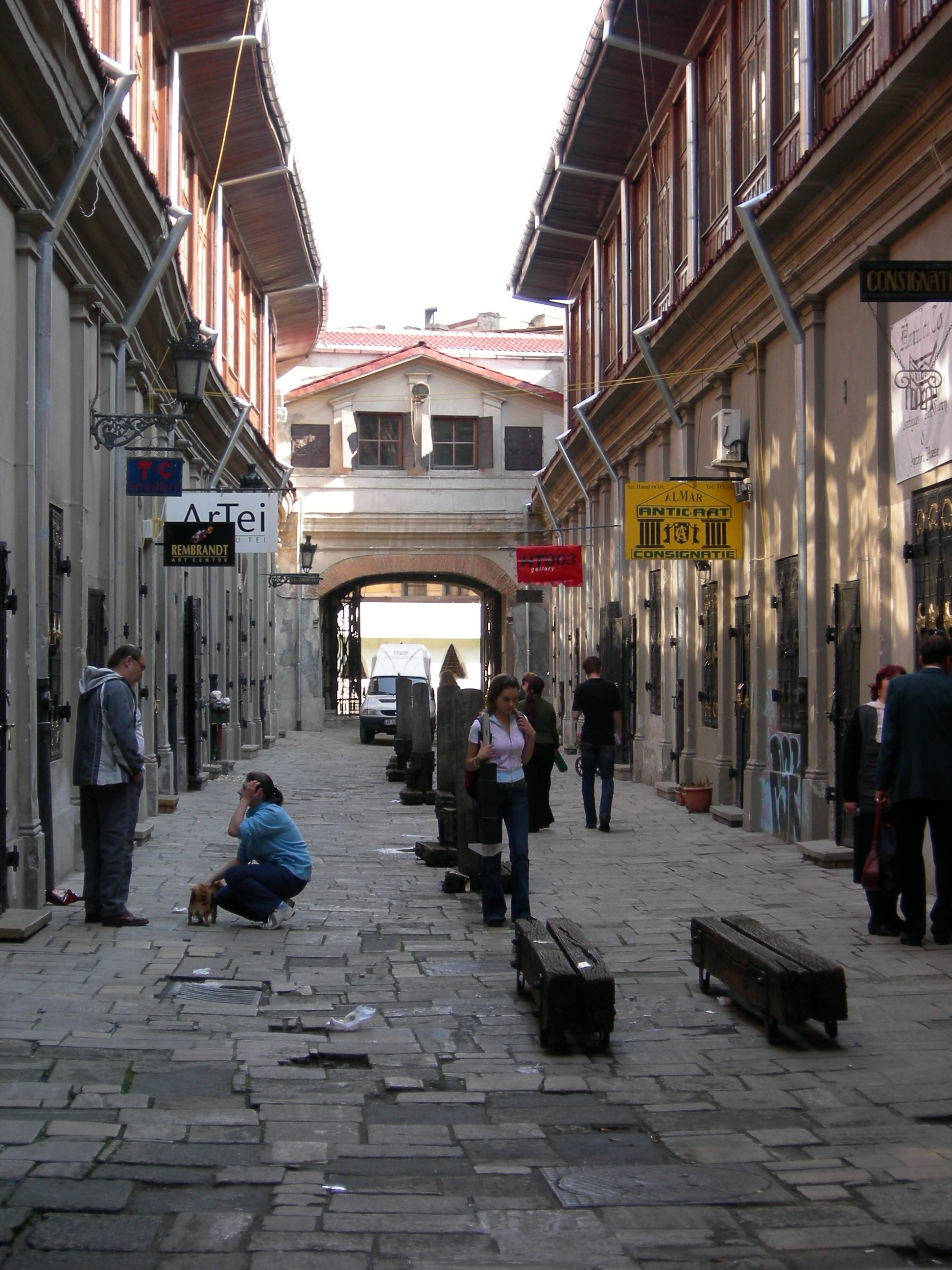